# 世にも奇妙な物語 春の特別編 (1992年)
『世にも奇妙な物語 春の特別編』（よにもきみょうなものがたり はるのとくべつへん）は、1992年4月9日（木曜日）19:00 - 20:54にフジテレビで放送された『世にも奇妙な物語』の特別編。

## シャドウ・ボクサー

### キャスト
- 森安竜夫 - 柳葉敏郎
- 佐和子 - 小高恵美
- 堀口拳次 - 高田祐治
- 藤田啓而
- 宮辺勝彦
- 佐藤康治
- 斉藤彰
- 増島剛之
- 志村知幸
- 新家一弘
- 岡俊之
- 福田亘
- 塚田亘
- 藤戸勝弘
- 持田和明
- 奥下智一
- 島川威
- 山口勝治
- 奥村公延

### スタッフ
- 脚本 - 中村功一
- 演出 - 星護

## 笑いの天才

### キャスト
- 千春 - 菊池桃子
- 小夏 - 相原勇
- 隆 - 野々村真
- 花王おさむ
- 水森コウ太
- 増田由紀夫
- 高橋等
- 宇都宮理子
- 成田昌平
- 和岐多千尋
- 白石深雪

### スタッフ
- 原案 - 嶋田浩司
- 脚本 - 戸田山雅司
- 演出 - 佐藤祐市

## 奇遇

### キャスト
- 水野武 - 片岡鶴太郎
- 晴子 - 芦川よしみ
- 男 - 仲本工事
- 片岡新兵衛
- 久保晶
- 夏川加奈子
- 佐藤百起

### スタッフ
- 原作 - 高井信「世にも奇遇な物語」（『奇妙劇場 vol.1 十一の物語』所収 / 太田出版）
- 脚本 - 田辺満
- 演出 - 鈴木雅之

## 震える愛

### キャスト
- 佐久間竜子 - 南果歩
- 刑事 - 西岡徳馬
- 高見 - 石井哉
- 清水 - 阿川藤太
- 三谷昇
- 中上ちか
- 久我美智子
- 羽田圭子
- 郷弘明
- 高瀬ひとみ
- 早川真央
- 稲葉祐貴

### スタッフ
- 脚本 - 君塚良一
- 演出 - 落合正幸

## 気づかれない男

### キャスト
- 花田力夫 - 陣内孝則
- 真紀 - 森尾由美
- 白石貴綱
- 鈴木慎平
- 上野淳
- 小林和之
- 鎌江愛
- 金野かなえ
- 亀丘理絵
- 鮎原美帆
- 山川弘乃
- 五十嵐美鈴
- 津村和之
- 藤井夕香
- 小野寺文彦
- 浅見誠
- 酒井亜希子
- 小泉里恵
- 小松たかし
- アガリエヒロム

### スタッフ
- 脚本 - 田辺満、戸田山雅司
- 演出 - 松田秀知

## アバンストーリー「検問」
世にも奇妙な物語の放映作品一覧#特別編を参照。